# Karađozbeg-Moschee

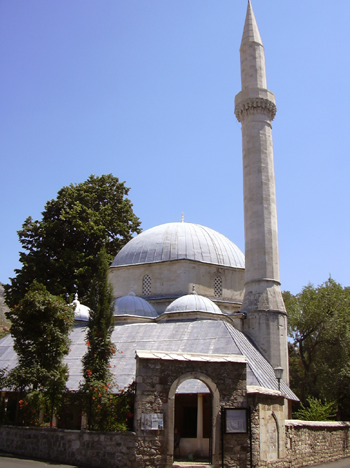
Ansicht der Moschee

Die Karađozbeg-Moschee (bosnisch Karađozbegova džamija) in Mostar ist eine im überwiegend muslimischen Ostteil der Stadt an der Karađozbegova-Straße gelegene Moschee in Bosnien und Herzegowina.

## Geschichte
Die Moschee wurde im Jahr 1557 auf Veranlassung von Mehmet Karađoz Beg, des Bruders des Großwesirs Rüstem Pascha, nach Plänen des osmanischen Architekten Sinan erbaut. Im Bosnienkrieg wurde sie beschädigt, inzwischen aber restauriert.

## Anlage
Die von Meistern aus Dubrovnik ausgeführte Moschee ist im „klassischen“ Stil auf quadratischem Grundriss (Seitenlänge innen 13,4 m) errichtet und besitzt eine große Kuppel auf achteckigem Tambour. Sie wiederholt den Typ der im Bosnienkrieg zerstörten, aber wieder aufgebauten Aladža-Moschee in Foča. Es fehlt jedoch deren frühere üppige Dekoration. Das schlanke Minarett weist  unterhalb des Balkons eine Stalaktitengalerie auf. Die Vorhalle an der Stirnseite ruht auf vier Marmorsäulen und ist von drei kleinen Kuppeln gekrönt. Im Hof der Moschee steht ein überdachter Brunnen (Šadrvan). Neben der Moschee befinden sich eine Medresse und ein moslemischer Friedhof.